# NGC 991
NGC 991 est une petite galaxie spirale intermédiaire située dans la constellation de la Baleine. NGC 991 a été découverte par l'astronome germano-britannique William Herschel en 1785.

## Caractéristiques
Sa vitesse par rapport au fond diffus cosmologique est de 1 307 ± 16 km/s, ce qui correspond à une distance de Hubble de 19,3 ± 1,4 Mpc (∼62,9 millions d'al).
À ce jour, quatre mesures non basées sur le décalage vers le rouge (redshift) donnent une distance de 8,785 ± 4,933 Mpc (∼28,7 millions d'al), ce qui est à l'extérieur des valeurs de la distance de Hubble.
La classe de luminosité de NGC 991 est III et elle présente une large raie HI.

## Supernova
La supernova SN 1984L a été découverte dans NGC 991 le 28 août 1984 par l'astronome amateur australien Robert Evans. Cette supernova était de type Ib.

## Groupe de NGC 1084
NGC 991 appartient au groupe de NGC 1084 qui compte au moins 14 galaxies dont les galaxies du catalogue NGC suivantes : NGC 988, NGC 991, NGC 1022, NGC 1035, NGC 1042, NGC 1047, NGC 1051 (=NGC 961), NGC 1052, NGC 1084, NGC 1110, et NGC 1140. Toutes ces galaxies, sauf NGC 1047 et NGC 1140, sont aussi mentionnées dans une liste publiée sur le site « Un Atlas de L'Univers » de Richard Powell. Powell emploie toutefois le nom de groupe de NGC 1052.